# Robert Otzen
Robert Otzen, född 1872, död 1934, var en tysk ingenjör och professor vid Hannovers tekniska högskola.
Robert Otzen var en av de drivande kring byggandet av Tysklands motorvägar under 1930-talet och var den som myntade ordet Autobahn 1929. Otzen deltog i projektet HaFraBa som handlade om en motorväg mellan Hamburg och Basel.